# Jussiape
Jussiape este un oraș în statul Bahia (BA) din Brazilia.